# Lelången
För den mycket större sjön i Bengtsfors och Årjängs kommuner, se Lelång
Lelången är en sjö i Arvika och Årjängs kommuner i Värmland som ingår i Göta älvs huvudavrinningsområde. Sjön är 36,5 meter djup, har en yta på 1,57 kvadratkilometer och är belägen 232,4 meter över havet.

## Delavrinningsområde
Lelången ingår i delavrinningsområde (659980-130007) som SMHI kallar för Utloppet av Lelången. Medelhöjden är 259 meter över havet och ytan är 12,27 kvadratkilometer. Det finns inga avrinningsområden uppströms utan avrinningsområdet är högsta punkten. Barlindshultsälven som avvattnar avrinningsområdet har biflödesordning 4, vilket innebär att vattnet flödar genom totalt 4 vattendrag innan det når havet efter 291 kilometer. Avrinningsområdet består mestadels av skog (77 procent). Avrinningsområdet har 1,87 kvadratkilometer vattenytor vilket ger det en sjöprocent på 12,9 procent.